# Єбра-де-Баса
Єбра-де-Баса (ісп. Yebra de Basa) — муніципалітет в Іспанії, у складі автономної спільноти Арагон, у провінції Уеска. Населення — 158 осіб (2009).
Муніципалітет розташований на відстані близько 370 км на північний схід від Мадрида, 39 км на північ від Уески.
На території муніципалітету розташовані такі населені пункти: (дані про населення за 2009 рік)
- Фанлільйо: 10 осіб
- Орус: 6 осіб
- Сан-Хуліан-де-Баса: 9 осіб
- Собас: 15 осіб
- Єбра-де-Баса: 115 осіб

## Демографія
Динаміка населення (INE ):